# Морская Заимка
Морская Заимка — упразднённая деревня на территории современного Партизанского района Красноярского края России. Малая родина Героя Советского Союза М. И. Волкова.

## История
Деревня в Перовской волости появилась на рубеже XIX—XX веков. По данным губернского статистического бюро в 1921 году деревня состояла из 15 хозяйств. В том же году родился М. И. Волков.
Упразднена после включения её в неперспективные. По воспоминаниям уроженки деревни Анастасии Радионовой опустела деревня к 1970 году, последние жители были Русяевы: дед Никифор и баба Анисья.

## География
Находилось у реки Рыбная.
Согласно книге «Достоин звания Героя», название произошло от места нахождения деревни — вблизи небольшой речки Морской.
По воспоминаниям уроженки деревни Анастасии Радионовой, 1937 года рождения, по пути из деревни в Перово стояли другие заимки: в пяти километрах — Харино, потом — Харитоново, в двух с половиной километрах — Селеверстово.

## Население
К 1926 году в деревне проживало 170 человек. По «Списку населённых мест Партизанского района» (1928 год) — 279 человек.

## Инфраструктура
Действовал колхоз «Заветы Ленина». В нём до войны М. И. Волков работал прицепщиком, затем трактористом. 
Работала школа-четырёхлетка, больница.
После упразднения деревни оставались жители. К 2015 году действовало фермерское хозяйство, развито животноводство. Проведено электричество.